# Sybil (libro)
Sybil es un superventas escrito por la estadounidense Flora Rheta Schreiber en 1973 acerca de una mujer real llamada Shirley Ardell Mason, quien para proteger su identidad, se usó el pseudónimo Sybil Isabell Dorsett. Cuatro años más tarde, se realizó una miniserie de tres episodios, medianamente basada en el libro y protagonizada por Sally Field como Sybil y Joanne Woodward como su terapeuta.

## Historia
El libro trata acerca de una mujer real llamada Shirley Ardell Mason, a quien se hace referencia en el libro bajo el pseudónimo Sybil Dorsett. Mason nació el 25 de enero de 1923 en Dodge Center, Minnesota. Su historia fue el caso más famoso del entonces llamado trastorno de personalidad múltiple.

### Identidades descritas
- Shirley/Sybil. (1923) La anfitriona. Melancólica. Insegura. Cauta. Seria. Recatada. Artística. Sus amnesias más extensas fueron de dos años.
- Victoria Antoinette Scharleau (Vicky) (1926). La primera en separarse cuando tenía 3 años. Francesa, equilibrada, enfrenta al mundo sin miedo. Rubia. Casi sin amnesia.
- Peggy Lou Baldwin (1926), asertiva y frecuentemente enojada.
- Peggy Ann Baldwin (1926) más temerosa.
- Marcia Lynn (1927): Muchas emociones. Creativa y productiva. Escribía y pintaba. Pero también destructiva en sus deseos de la muerte suya y de su madre.
- Mike (1928): Una de las dos identidades masculinas, carpintero.
- Sid (1928): SID son las iniciales de Sybil Isabel Dorset. SAM serían las iniciales de Shirley Ardell Mason. También carpintero, se encarga de reparaciones.
- Marjorie(1928). Vivaz y de risa fácil. No da señales de depresión.
- Helen (1929). Temerosa pero ambiciosa. Quería ser el orgullo de la doctora. Helen se oculta bajo el escritorio.
- Sybil Ann (1928): Siempre fatigada. Tímida y pálida. No dormía ni comía. No sentía nada. Pintaba cuadros melancólicos sin rostros. La más deprimida. Aparecía cuando se abrumaban.
- Mary Lucinda (1933): Un introyecto de la abuela de Sybil. Muy religiosa. Regordeta y maternal
- Vanessa Gail (1935): Dramática. «La más bonita». Pelirroja, alta y esbelta. Ella podía tocar el piano (Sybil podía de niña, pero después no). No le gustaba la religión.
- Clara (?): Dice que no tiene madre. La más religiosa. Clara quiere estudiar y aprender cuestiones médicas, y química. Muy crítica de Sybil.
- Ruthie (?): La más pequeña, aproximadamente 2 años de edad. La primera en crecer (madurar) por hipnosis cerca del final de su tratamiento.
- Nancy Lou Ann Baldwin(?): Le interesa la política y las profecías bíblicas. Miedo a los estallidos. Miedo al fin del mundo. Desea caminar sobre piernas que no sean débiles. Miedo a los católicos.
- La Rubia (1946): La chica que Sybil quería ser. Adolescente.
- La nueva Sybil: Sybil integrada después de más de 11 años de terapia.

## Adaptaciones
Se hicieron dos adaptaciones:
- Sybil (1976), una miniserie de NBC TV con Sally Field.
- Sybil (2007), una película CBS con Tammy Blanchard.